# Brunettia phainops
Brunettia phainops är en tvåvingeart som beskrevs av Quate 1967. Brunettia phainops ingår i släktet Brunettia och familjen fjärilsmyggor. Inga underarter finns listade i Catalogue of Life.